# Fárbauti
Fárbauti („Gefährlicher Schläger“) ist der Name eines Riesen (Jötunn) in der Nordischen Mythologie. Er ist durch Laufey (auch Nál) der Vater des Gottes Loki.
Fárbauti wird bereits in der älteren Skaldik als Vater von Loki erwähnt, so in Haustlǫng von Þjóðólfr ór Hvini (um 900) und Húsdrápa von Úlfr Uggason (entstanden zwischen 980 und 990). In der Skáldskaparmál, dem dritten Teil der Snorra-Edda aus dem frühen 13. Jahrhundert, kommt er dreimal in Bezug auf die älteren Quellen vor. Ebenso wird er in der Gylfaginning durch die Trinität Óðinn, Vili und Vé als Jötunn genannt.
Die ältere naturmythische Forschung deutete ihn aufgrund seines Namens als »Blitz«, Laufey (»Laubinsel«) als Baum und brachte Loki mit dem lohenden Feuer in Verbindung.